# Linea RER E
La linea RER E (anche nota come Eole, Est Ouest Liaison Express) è una linea del servizio ferroviario suburbano Réseau express régional gestita da SNCF che serve la città di Parigi, in Francia. Essa collega il centro di Parigi dalla stazione Haussmann - Saint-Lazare (ramo E1) all'est parigino Chelles - Gournay (ramo E2) e Tournan (ramo E4).
Aperta nell'estate del 1999 trasporta 316.000 viaggiatori al giorno attraverso 21 stazioni sviluppate lungo 56 km. la linea attraversa 4 dipartimenti e 29 comuni.

## Storia
Allo scopo di decongestionare la linea A, saturata dal fatto di non poter sopportare la mole di traffico giornaliera, vengono messi in esame due progetti intorno al 1986-1987. La SNCF propose un collegamento ferroviario che collegasse le periferie est alla Stazione Saint-Lazare attraverso il centro di Parigi, chiamando il progetto Éole (Est-Ouest Liaison Express). La RATP propose di creare una linea di Metropolitana automatica che integrasse il tronco più sovraffollato della RER A, fra Auber/Saint-Lazare, Châtelet-Les-Halles e Gare de Lyon. Nell'ottobre 1989, venne deciso di realizzare simultaneamente i due progetti e venne messa in cantiere la costruzione della RER E e della linea 14 della metropolitana di Parigi.

## Tracciato

Percorso geograficamente accurato della Linea E